# 香港投诉合唱团
香港投诉合唱团（英語：Complain Choir of Hong Kong）是香港的一个民间合唱团，于2009年由网民成立，成立目的為盛載着香港市民對香港社會的不滿，利用合唱化怒氣為樂曲。合唱团其后于2010年七一游行以畢業唱遊行為名作表演，在港九新界表演至8月，然後停止一切公開表演活動。